# Robert Holmes (officier)
Pour les articles homonymes, voir Robert Holmes et Holmes.
Robert Holmes, né vers 1622 et mort le 18 novembre 1692 est un officier de marine anglais du XVIIe siècle. Il sert dans la Royal Navy sous la Restauration et parvient au grade d'Admiral. Il prend part à la deuxième et troisième guerre anglo-néerlandaise, deux conflits qu'il contribue à déclencher. Nommé gouverneur de l'île de Wight, il est enterré dans l'église paroissiale de Yarmouth.
Holmes est surtout connu pour ses exploits au large de la Guinée (1664) pour le compte de la Royal African Company, ainsi que pour le raid du Vliestromm, pour lequel il reçoit le surnom de Holmes's Bonfire en 1666. Il est considéré comme la figure archétypale de l'officier querelleur sous la Restauration et de la professionnalisation des officiers de marine britanniques.

## Sources et bibliographie
- (en) Cet article est partiellement ou en totalité issu de l’article de Wikipédia en anglais intitulé « Robert Holmes (Royal Navy officer) » (voir la liste des auteurs).
- Richard Ollard, Man of War. Sir Robert Holmes and the Restoration Navy, Londres, 1969
- J.D. Davies, Gentlemen and Tarpaulins, The Officers and Men of the Restoration Navy, OUP, 1991